# Тенкіллер (Оклахома)
Тенкіллер (англ. Tenkiller) — переписна місцевість (CDP) в США, в окрузі Черокі штату Оклахома. Населення — 390 осіб (2020).

## Географія
Тенкіллер розташований за координатами 35°47′43″ пн. ш. 94°51′47″ зх. д. / 35.79528° пн. ш. 94.86306° зх. д. (35.795243, -94.863010).  За даними Бюро перепису населення США в 2010 році переписна місцевість мала площу 51,84 км², з яких 49,13 км² — суходіл та 2,71 км² — водойми.

## Демографія
Згідно з переписом 2010 року, у переписній місцевості мешкали 633 особи в 210 домогосподарствах у складі 160 родин. Густота населення становила 12 особи/км².  Було 243 помешкання (5/км²).
Расовий склад населення:
| - 46,6 % — білих - 41,2 % — корінних американців - 0,6 % — чорних або афроамериканців |

До двох чи більше рас належало 11,2 %. Частка іспаномовних становила 4,7 % від усіх жителів.
За віковим діапазоном населення розподілялося таким чином: 22,6 % — особи молодші 18 років, 63,3 % — особи у віці 18—64 років, 14,1 % — особи у віці 65 років та старші. Медіана віку мешканця становила 40,0 року. На 100 осіб жіночої статі у переписній місцевості припадало 113,9 чоловіків;  на 100 жінок у віці від 18 років та старших — 107,6 чоловіків також старших 18 років.
Середній дохід на одне домашнє господарство  становив 50 148 доларів США (медіана — 41 429), а середній дохід на одну сім'ю — 57 035 доларів (медіана — 48 393). Медіана доходів становила 33 750 доларів для чоловіків та 25 972 долари для жінок. За межею бідності перебувало 13,2 % осіб, у тому числі 26,3 % дітей у віці до 18 років та 20,3 % осіб у віці 65 років та старших.
Цивільне працевлаштоване населення становило 264 особи. Основні галузі зайнятості: освіта, охорона здоров'я та соціальна допомога — 18,9 %, виробництво — 18,6 %, роздрібна торгівля — 17,8 %.